# 圣保罗迪韦尔奈
圣保罗迪韦尔奈（法語：Saint-Paul-du-Vernay，法語發音：[sɛ̃ pɔl də vɛʁnɛ] ⓘ）是法国卡尔瓦多斯省的一个市镇，属于巴约区。

## 地理
圣保罗迪韦尔奈（49°11'15"N, 0°45'42"W）面积15.13 平方千米，位于法国诺曼底大区卡爾瓦多斯省，该省份为法国西北部沿海省份，北濒大西洋英吉利海峡，东北与滨海塞纳省以海上边界相接，东临厄尔省，南至奧恩省，西与芒什省接壤。
与圣保罗迪韦尔奈接壤的市镇（或旧市镇、城区）包括：阿尔冈希、卡阿尼奥勒、卡斯蒂永、瑞艾蒙代、诺龙拉波特里、叙布勒、特兰日、欧尔瑟勒。

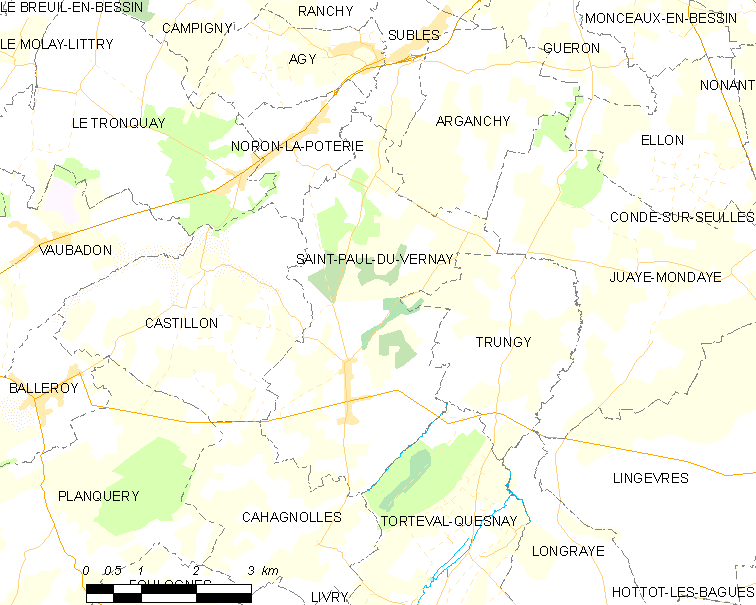
圣保罗迪韦尔奈的OSM定位图

圣保罗迪韦尔奈的时区为UTC+01:00、UTC+02:00（夏令时）。

## 行政
圣保罗迪韦尔奈的邮政编码为14490，INSEE市镇编码为14643。

## 政治
圣保罗迪韦尔奈所属的省级选区为特雷维耶尔县。

## 人口

1962-2008年间圣保罗迪韦尔奈人口变化图示

圣保罗迪韦尔奈于2022年1月1日时的人口数量为830人。